# Marie-Ernestine Worch
Marie-Ernestine Worch (Dresda, 21 aprile 1984) è un'attrice tedesca, attiva sin da bambina in campo teatrale e, a partire dalla fine degli anni novanta, anche in campo cinematografico e televisivo.
Tra i suoi ruoli televisivi più noti, figurano quelli di Nina Teubner nella soap opera Hinter Gittern - Der Frauenknast, quello di Tamara Castellhoff nella soap opera  Alisa - Segui il tuo cuore (Alisa - Folge deinem Herzen, 2008-2009) e quello di Maike Steenkamp Konopka nella soap opera Tempesta d'amore (Sturm der Liebe, 2010).
È figlia dell'attrice teatrale Susanne Voyé.

## Biografia

### Vita privata
Marie-Ernestine Worch vive a Berlino, la città dove è cresciuta, insieme al fidanzato.

## Filmografia

### Cinema
- Alice der Kurzfilm (cortometraggio, 2006)
- Tauchenlernen (cortometraggio, 2006)
- The Crossing (cortometraggio, 2007; ruolo: Anna)
- Die Umarmung (cortometraggio, 2008)
- Adieu Bonjour (cortometraggio, 2008; ruolo: Judith)
- Rügen (cortometraggio, 2009; ruolo: Anna)
- Wolfskind (cortometraggio,  2009)

### Televisione
- Hinter Gittern - Der Frauenknast - soap opera, 96 episodi (1997-2003)
- OP ruft Dr. Bruckner - Die besten Ärzte Deutschlands - serie TV (1998)
- Polizeiruf 110 - serie TV, 1 episodio (1999)
- Für alle Fälle Stefanie - serie TV, 1 episodio (2000)
- Für alle Fälle Stefanie - serie TV, 1 episodio (2002)
- Sophie - Braut wider Willen - soap opera (2005)
- SOKO Wismar - serie TV, 1 episodio (2006)
- Doctor's Diary - Männer sind die beste Medizin - serie TV, 1 episodio (2008)
- Alisa - Segui il tuo cuore (Alisa - Folge deinem Herzen) - soap opera (2008-2009)
- Tempesta d'amore (Sturm der Liebe) -  soap opera (2010)
- In aller Freundschaft (serie TV, 1 episodio, 2011)
- Klinik am Alex - serie TV, 1 episodio (2012)
- Lotta & die großen Erwartungen - film TV (2012)

## Doppiatrici italiane
- In Alisa - Segui il tuo cuore  e in Tempesta d'amore, Marie-Ernestine Worch è doppiata da Angela Brusa[6][7]